# Grande salle de spectacle
 (avril 2022).

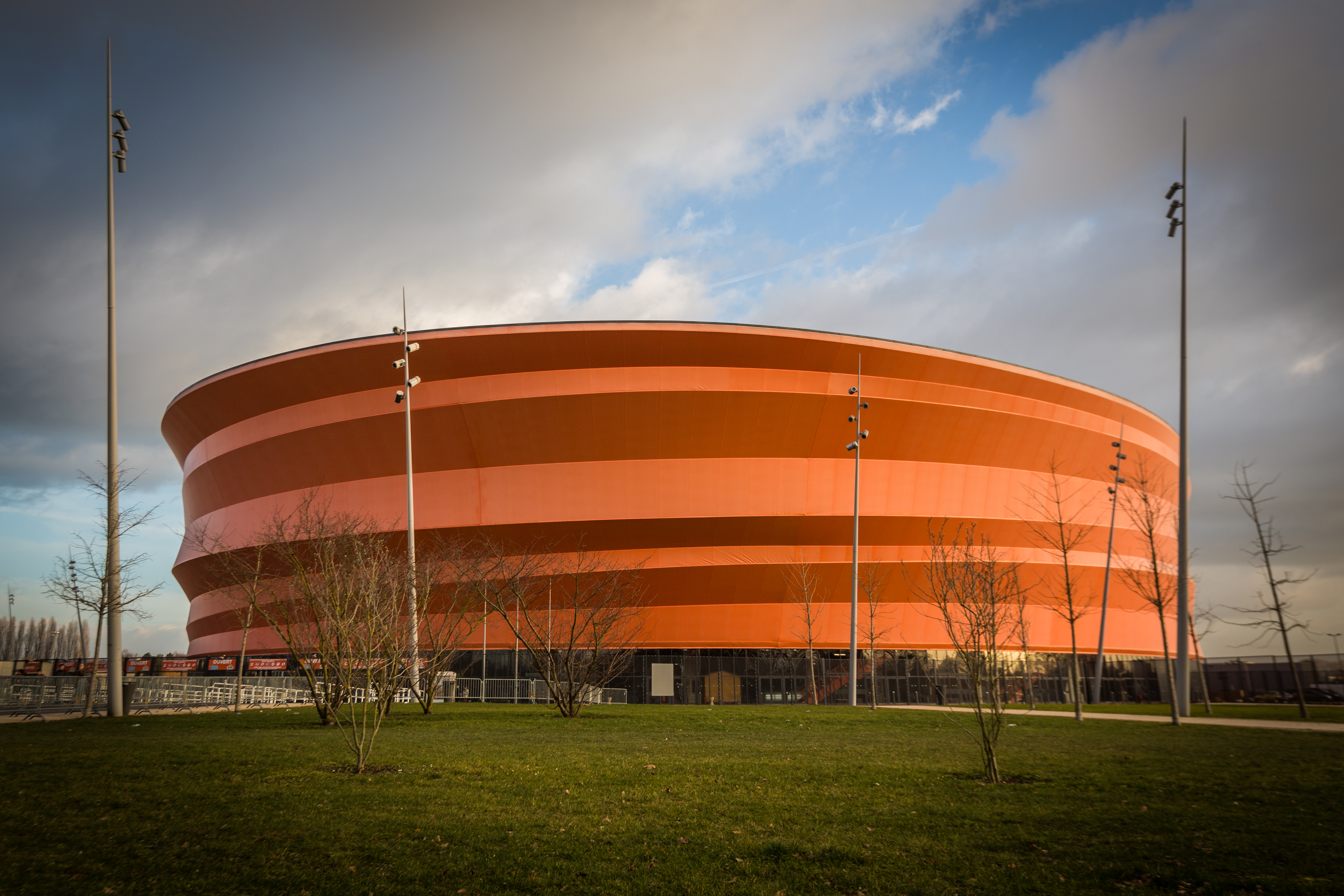
Le Zénith Strasbourg Europe.

Le terme de « Grande Salle de Spectacle » est un concept d'aménagement du territoire et utilisé en premier lieu par les grandes agglomérations pour leurs plans d'urbanisation. Se doter d'une grande salle de spectacle contribue à augmenter la notoriété de la ville, l'attractivité de la région et consiste également en un pôle d'attractivité urbain permettant d'organiser le développement d'un quartier. En France, une grande salle de spectacle peut être sans label. Cependant, pour des raisons commerciales et de promotion, la plupart sont soit de type Arena ou de type Zénith. Les grandes salles de spectacle sont 
- soit à architecture « standard » (rectangle avec la scène à une extrémité, des gradins à l'autre et potentiellement une fosse au milieu
- soit à architecture zénithale (salle en forme de cercle, mais le plus souvent polygonales, avec la scène au milieu ou à une extrémité). Les salles zénithales ont l'avantage de rapprocher le public du spectacle et de garantir aucun angle mort (pas de piliers par exemple). Les labels Zénith et Arena reposent tous les deux sur une architecture zénithale.

## Manque de «grandes salles» en France
En 2009, à la suite d'un rapport traitant du manque d'infrastructures, la secrétaire d'État aux sports (Rama Yade) lance une commission « Grandes Salles » dont le but est de réfléchir au développement d'une offre de salles de sports modernes capables d'accueillir des événements internationaux. Le rapport qui en découle se nomme "Arena 2015" et préconise un plan de développement national avec :
- 1 salle de plus de 20 000 places ;
- 1 salle de plus de 15 000 places ;
- 5 salles de plus de 10 000 places.

Ces salles seront créées avec le label Arena avec une Reconnaissance d'intérêt général.
Le rapport pointe par ailleurs que les salles de concert de grande capacité deviennent à l'heure du numérique, une source de revenu non négligeable pour les artistes. Mais pour pouvoir s'arrêter dans un pays, il faut que le maillage de grandes salles de concerts soit suffisamment dense. Pour en revenir aux sports, le but de ces enceintes est de promouvoir davantage d'événements sportifs de sports de salle (volley, basket) et donc de favoriser le développement de ces activités, notamment pour rester sur un pied d'égalité avec nos voisins européens. L'accueil d'équipes résidentes permet de libérer des heures infrastructures précédentes, qui seront à leur tour capables d'accueillir d'autres activités, et ce jusqu'aux salles municipales qui permettront aux associations sportives de disposer de davantage de créneaux horaires et donc de contribuer au développement sportif et à la vie sociale du quartier.

## Labellisation des salles de spectacles Zénith et Arena
Les labels Zénith et Arena sont tous les deux déposés respectivement par la société Cocker et par l'État. Ces labels ne s'appliquent qu'à la France et sont décernés uniquement si la salle respecte au moins un cahier des charges précis. Ce cahier des charges mentionne l'utilisation des salles, leur taille, leur architecture, etc. Conceptuellement, les salles Arena ont une vocation à accueillir des événements sportifs tandis que les zéniths ont plutôt vocation à accueillir des concerts. Dans les faits les deux notions s'interpénètrent.
Attention, hors de France, les termes Zénith et Arena peuvent avoir d'autres significations (notamment Arena qui désigne une enceinte sportive quelconque).

### Financement
La marque Zénith est concédée exclusivement à l'État, excluant la possibilité de faire du « naming ». Le nom sera donc toujours associé à une ville « Zénith de “ville” ».
La marque Aréna est simplement un label, autorisant un « naming ». Dans les faits, le nom sera souvent « “Marque” Aréna ». Cette possibilité permet de trouver plus facilement des abondements privés et facilite le montage du projet.

## Cahier des charges

### Label Zénith

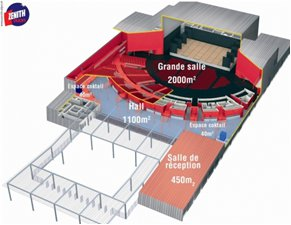
Plan du Zénith de Dijon

Le label Zénith mentionne entre autres :
- La vocation à héberger des événements de type concerts (au moins 70 %). Les autres événements culturels ou sportifs ne pouvant pas dépasser 30 %
- L'intégration à une politique d'aménagement du territoire
- Il est interdit d'associer le terme de Zénith à tout autre nom que celui de la ville sur laquelle il est implanté
- La taille de la salle doit être modulable sans passer en dessous de 20 % de la taille maximale
- L'éclairage, la sonorisation et l'architecture interne (salles, disposition) sont prédéfinies

Il est à noter qu'aucune référence n'est faite dans le cahier des charges à l'accueil d'événements sportifs. Dans les faits, les zéniths proposent à 80 % des concerts, soit entre 60 et 90 dates par an. Le reste des dates étant majoritairement utilisé pour des meetings et événements politiques.

### Label Arena
Basé sur une architecture de type "Palais des Sports", le label Arena mentionne entre autres :
- La vocation à héberger des événements sportifs (au moins 20 %)
- Une architecture intégrant plusieurs salles (pour les conférences de presse, l'échauffement, les contrôles antidopage, les vestiaires, etc.)
- Une salle principale permettant une captation audio-visuelle optimale (pour les retransmissions télévisées)
- La présence de loges et de "business seats" afin de répondre aux standards internationaux tout en assurant une source de revenus complémentaire.
- La vocation à s'intégrer dans un plan d'équipement national des villes françaises et dans un plan de développement durable.
- Modularité rapide de la salle (notamment pour assurer la plus grande proximité possible entre le public et les sportifs)
- La taille de la salle (+ de 5 000 places, idéalement + de 10 000 places)
- La possibilité de "Naming".

Par rapport à un palais des sports classique, le label Arena représente un surcoût de 20 %. Les recettes sont divisées en 4 domaines :
- "Match Day" : revenus lié directement à l'accueil d'un événement sportif
- "Hors Match Day" : revenus liés à des événements non sportifs + Merchandising, sponsoring & naming + Restauration
- "Espaces annexes" : revenus des salles annexes exploitées individuellement
- "Hors site" : Revenus indirect (pour la ville) via l'impact sur le quartier.